# Pozuel del Campo
Pozuel del Campo est une commune d’Espagne, dans la Comarque du Jiloca, province de Teruel, communauté autonome d'Aragon.